# Pabllo Vittar
Phabullo Rodrigues da Silva (São Luis, estat de Maranhão, 1 de novembre de 1993), conegut pel seu nom artístic Pabllo Vittar, és una cantant, drag-queen i presentadora del Brasil. Musicalment, es mou entre el pop i diversos estils propis del Brasil, com el forró i el funk carioca. Per la seva popularitat al país sud-americà, s'ha convertit en una icona gai i és conegut pel seu activisme en defensa dels drets LGBT.

## Primers anys
L'artista va néixer el primer de novembre de 1993 a São Luis, la capital de l'estat de Maranhão, a la regió nord-est del Brasil. Té dues germanes, una d'elles és la seva bessona, anomenada Phamella. Mai va conèixer al seu pare biològic, ja que aquest va abandonar la família mentre Verônica, la seva mare, estava embarassada. La seva infància va venir marcada pels diversos trasllats de la família, per localitats maranhenses i, més tard, pel Pará. En aquella època va fer cursos de ballet i jazz, mentre que a l'escola va començar a patir bullying per ser considerat massa afeminat.
D'adolescent va tornar a viure a Maranhão, a la ciutat de Caxias. Va ser llavors quan va començar a implicar-se més amb la música, participant en una coral d'església. Amb 16 anys va declarar-se homosexual a la seva mare. Vittar ha declarat que sempre es va sentir recolzat per la seva família. Aquell any va mudar-se a Indaiatuba, una ciutat de São Paulo i, dos anys després, va traslladar-se a Minas Gerais, per assistir a la Universitat Federal d'Uberlândia, malgrat no va concloure la carrera.
Durant la seva etapa universitària fou quan va descobrir l'univers drag-queen, inspirat pel show estatunidenc RuPaul's Drag Race. La primera vegada que es va transformar va ser per fer publicitat d'una festa, a la porta del recinte; Vittar ha declarat que havia après a maquillar-se mirant tutorials a YouTube. La sala Belgrano d'Uberlândia va ser el primer lloc on va actuar professionalment com a drag.

## Carrera professional
Pabllo Vittar va conèixer al productor musical Rodrigo Gorky l'any 2015, qui va suggerir-li enregistrar una adaptació del tema Lean on, del grup nord-americà Major Lazer, rebatejat amb el nom Open bar. La cançó va ser llançada l'octubre de 2015 i fou promocionada amb un videoclip que contava amb un pressupost de 600 reals (al canvi de l'època, uns 140 €) que va arribar al milió de visualitzacions en quatre mesos. Dos mesos després, al desembre de 2015, Vittar va publicar el seu primer EP amb cinc covers, entre les quals es trobava Open bar.
L'any 2016 va començar una gira de 120 espectacles que va cridar l'atenció dels productors del programa de la TV Globo Amor & Sexo. Va ser contractat i va formar part del programa durant dues temporades.

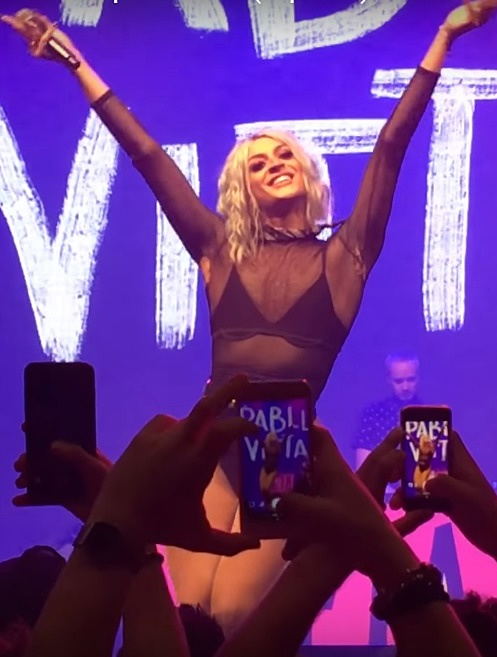
Vittar en un acte promocional de la gira Vai passar mal.

El mes de gener de 2017 va publicar el seu primer LP, titulat Vai passar mal ("Ho passaràs malament"). El treball va guanyar la certificació de platí i tingué fins a sis singles: Nêga, Todo dia, K.O., Corpo sensual, Então vai i Indestrutível. L'èxit comercial d'aquest àlbum va comportar una extensa gira, inclosa una participació al festival Rock in Rio, la publicació d'un CD de remixes i un contracte amb Sony Music. També van arribar els seus primers èxits internacionals: MTV Portugal la va reconèixer com una de les revelacions musicals de 2017 i va col·laborar amb la cantant britànica Charli XCX en el seu senzill I got it. També va intervenir en l'èxit de Major Lazer Sua Cara, acompanyada per la carioca Anitta.
L'any 2018 va enregistrar un especial de cinc programes en la cadena de televisió Multishow, Titulat Prazer, Pabllo Vittar, incloïa entrevistes i actuacions musicals. Apple Music va publicar un documental sobre la seva figura: Up next, Pabllo Vittar. La plataforma Netflix va fitxar l'artista per posar veu a un dels personatges de la sèrie d'animació Super Drags, en la què també va cantar el tema de capçalera, Highlight.
Aquest 2018 també va suposar el llançament del segon àlbum d'estudi, Não para não ("No paris, no"). Va ser un nou èxit, amb els senzills Problema seu, Disk me, Seu crime i Buzina. De nou, disc de platí i gira, aquesta vegada amb concerts fora del Brasil, a països com Mèxic, Regne Unit, Canadà i Estats Units. També va publicar un disc de remescles, ja el 2019.
El tercer treball de la cantant i tercer platí consecutiu, va ser editat el març de 2020 i va rebre el nom de 111, per la data del seu aniversari (1 de novembre). Cinc mesos enrere ja havia publicat un avanç amb quatre cançons en format EP i titulat 111.1. Els senzills van ser: Flash pose, Parabéns, Amor de que - aquests tres formaven part de l'EP - i Clima quente, Tímida i Rajadão - ja extretes de l'LP. El novembre va ser llançat 111 Deluxe, que incloïa remixes i dues cançons inèdites: Bandida i Eu vou.

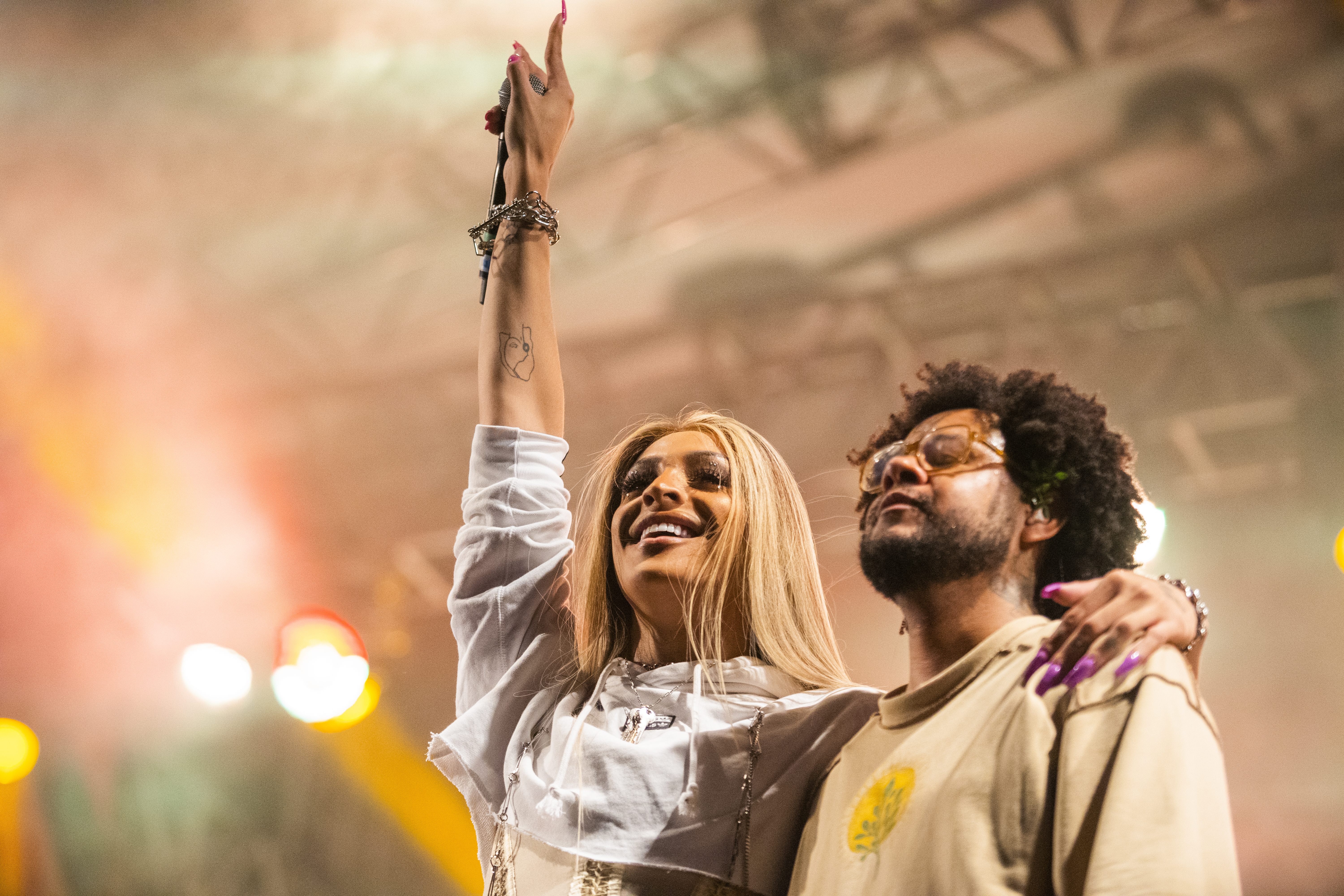
Pabllo Vittar amb el raper Emicida.

El desembre de 2020, Vittar, Luísa Sonza i Anitta es van reunir per publicar el tema Modo turbo. Aquell mateix any va participar, com a presentadora, de la primera temporada del reallity show d'Amazon Prime Video Soltos em Floripa. També hi apareix en la segona temporada, estrenada el febrer de 2021.
El mes de juny de 2021, Pabllo Vittar va llançar el quart disc d'estudi, Batidão tropical ("Ritme tropical"), una revisió de la música que s'escoltava al seu nordeste natal quan era jove: forró electrònic i tecnobrega. Els seus dos primers singles van ser Ama, sofre, chora i Triste com T. En commemoració dels cinc primers anys en la indústria de la música, el desembre de 2021, Vittar va llançar un CD+DVD en directe sota el títol I am Pabllo. Enregistrat a São Paulo, el treball fa un recull dels seus quatre primers àlbums.
L'any següent, Vittar va conduir amb Luísa Sonza el programa d'HBO "Queen Stars Brasil", un concurs de talents que havia de formar un trio musical de drag queens. El 2023, sortiria el 5è treball d'estudi de l'artista, Noitada, ple de col·laboracions amb importants cantants del país, com Anitta, Gloria Groove o MC Carol; i tan sols un any més tard, va sortir al mercat Batidão Tropical Vol. 2. Aquest disc incloïa "São amores", una versió del tema "Son de amores" dels gaditans Andy & Lucas, i que es va convertir en un gran èxit internacional gràcies a les xarxes socials.

## Característiques musicals i referents

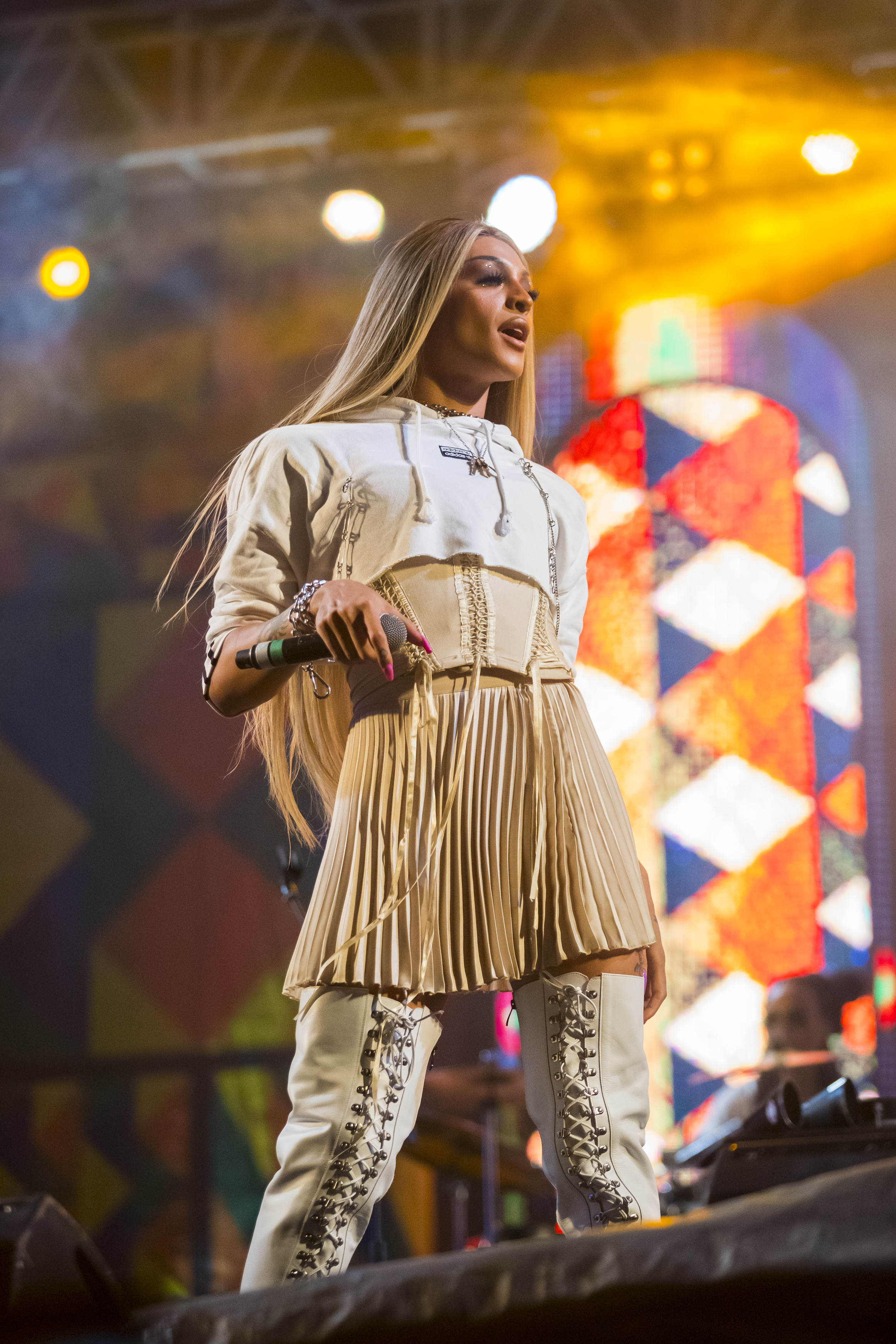
Vittar en una actuació de 2020.

Pabllo Vittar és una artista de gènere eminentment pop, amb fortes influències d'estils propis del Brasil com forró, tecnobrega, funk carioca, arrocha, axé i pagode, així com també de cúmbia, electrònica, r&b o hip-hop. El seu registre vocal és de contratenor.
Influenciat per la seva mare, els seus primers referents van ser artistes com Aretha Franklin, Donna Summer, Tina Turner, Whitney Houston o Madonna. Entre els músics nacionals, es troben Gilberto Gil, Elza Soares, Ney Matogrosso, Elis Regina, Alcione i Caetano Veloso, sense oblidar les bandes que escoltava en la seva joventut, com Banda Batidão o Companhia do Calypso. En diverses entrevistes, també s'ha referit a intèrprets actuals com ara Rihanna, Beyoncé, Lady Gaga i els seus compatriotes Anitta i Liniker. Durant la seva carrera, Pabllo ha pogut col·laborar amb diversos cantants brasilers, com Preta Gil, Lucas Lucco, Alice Caymmi, Urias, Ludmilla, Luan Santana, Simone & Simaria, Emicida, Jerry Smith, Psirico o Ivete Sangalo, així com amb l'argentina Lali, la mexicana Thalía o l'angolenya Titica. Una de les participacions més esperades va ser el remix d'un tema de Lady Gaga, Fun Tonight.
Com a drag-queen, reconeix la figura de RuPaul i de la model Bella Hadid.

## Imatge pública

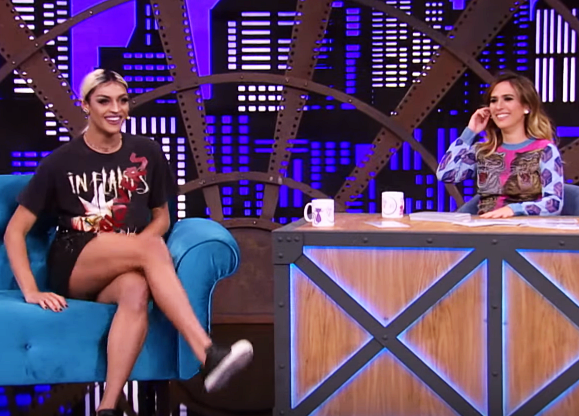
Pabllo Vittar entrevistada per la Tata Werneck, 2017.

L'artista ha rebut crítiques que el cataloguen com «icona gai», «emblema de la fluïdesa de gènere», «una de les figures queer més emblemàtiques del món» i que, quan és dalt de l'escenari, és «un catàrtic alliberament pel públic, adults o adolescents, gais i hèteros».
Sobre el seu nom artístic, ha declarat que Pabllo és una variació del seu nom de pila (Phabullo) i Vittar va ser una invenció seva. També va dir: «Pabllo és un nom que em representa com cap altre. Mai he sentit la necessitat d'actuar sota un nom femení, d'aquella manera no podria representar tota la meva veritat artística».
En quant a la seva orientació sexual, diu: «No sóc una dona trans; soc un home gai que també fa de drag-queen, allunyat del binomi nen / nena, que en realitat no existeix». També ha dit que constantment passeja entre el món masculí i femení, però que, quan actua transvestit, prefereix el tractament en femení.
En una entrevista, Pabllo digué que té una responsabilitat política pel fet de rebre el reconeixement de la comunitat LGBT. Afegeix que, malgrat les seves lletres no parlin expressament de la lluita LGBT, tot el que fa és, per si sol, un acte reivindicatiu: «Crec que és necessari posicionar-se. No es tracta només de pujar dalt de l'escenari vestit de dona per cantar i ballar. El treball s'ha de fer també fora d'allà».

## Discografia
| Àlbums d'estudi - 2017: Vai Passar Mal - 2018: Não Para Não - 2020: 111 - 2021: Batidão Tropical - 2023: Noitada - 2021: Batidão Tropical Vol. 2 | En directe - 2021: I am Pabllo |